# 血球吸着現象
血球吸着現象（けっきゅうきゅうちゃくはんのう、hemadsorption:HAD）とは赤血球凝集能を持つウイルスが細胞内で増殖することにより、細胞表面にある種の動物の赤血球が吸着できるようになる現象。この現象を起こすウイルスとしてアフリカ豚コレラウイルスやニューカッスル病ウイルスなどがある。細胞変性効果が不明瞭なウイルスにおいては、この現象を利用してウイルスの存在を確認することがある。